# EUNIS
EUNIS (European University Information Systems) je evropská nezávislá akademická organizace, která sdružuje právnické osoby zabývající se vývojem, zaváděním a údržbou informačních systémů na evropských vysokých školách.
EUNIS byla založena 14. a 15. října 1993 v Paříži, když se konala ustavující schůze. Zakládajícími členy byly zástupci především vysokých škol z 8 evropských zemí: Belgie,Dánska, Finska, Francie, Německa, Irska, Nizozemska, Spojeného království.
Od roku 1999 se obvykle každoročně uděluje prestižní cena EUNIS Elite Award, v celém znění EUNIS Elite Award for excellence in implementing Administrative Information Systems for Higher Education. Tedy ocenění za nejlepší implementaci informačního systému na některé z vysokých škol v Evropě. Cena se vyhlašuje a předává vždy na výroční konferenci členů.
Pro udělení ocenění se hodnotí především:
- míra (de)centralizace zodpovědnosti řízení a administrativy,
- standardní a nadstandardní služby pro studenty,
- efektivita využívání,
- efekt na produktivitu instituce,
- elektronická podpora vzdělávání,
- pružnost vývoje,
- rychlost implementace,
- efektivnost využití nákladů.

## Držitelé ocenění
Cenu EUNIS Elite Award získaly:
- 1999 Oxford University
- (2000 cena neudělena)
- 2001
  - Helsinki University of Technology
  - University of Porto
- 2002 London School of Economics
- 2003 Graz University of Technology
- 2004 University of Manchester
- 2005 Masarykova univerzita (Česko)
- 2006 Jaume University
- 2007 Varšavská univerzita (s projektem USOS)
- (2008–2010 cena neudělena)
- 2011 AlmaLaurea Interuniversity Consortium (Itálie)
- 2012 Waterford Institute of Technology (Irsko)
- 2013
  - University of Porto
  - Foundation for National Scientific Computing (FCCN) (Portugalsko)
- 2014 Manchester Metropolitan University

### Další ocenění
České univerzity se však do této soutěže zapojují již mnoho let, např.:[zdroj?]
- 2001 3. místo Západočeská univerzita
- 2002 3. místo Mendelova univerzita v Brně
- 2007 2. místo Mendelova univerzita v Brně